# Halowe Mistrzostwa Świata w Lekkoatletyce 1995 – bieg na 800 m mężczyzn
Bieg na 800 m mężczyzn – jedna z konkurencji rozgrywanych podczas halowych mistrzostw świata w lekkoatletyce w 1995. Eliminacje miały miejsce 10 marca, półfinały zostały rozegrane 11 marca, finał zaś odbył się 12 marca.
Udział w tej konkurencji brało 27 zawodników z 25 państw. Zawody wygrał reprezentant Jamajki Clive Terrelonge. Drugą pozycję zajął zawodnik z Kenii Benson Koech, trzecią zaś reprezentujący Czechy Pavel Soukup.

## Wyniki

### Eliminacje
Bieg 1
| Miejsce | Zawodnik           | Państwo    | Wynik   | Uwagi |
| ------- | ------------------ | ---------- | ------- | ----- |
| 1.      | Pavel Soukup       | Czechy     | 1:49,60 |       |
| 2.      | Tor Øivind Ødegård | Norwegia   | 1:49,68 |       |
| 3.      | Michael Wildner    | Austria    | 1:50,52 |       |
| 4.      | António Abrantes   | Portugalia | 1:50,94 |       |
| 5.      | Ion Bogde          | Rumunia    | 1:51,04 |       |

Bieg 2
| Miejsce | Zawodnik           | Państwo   | Wynik   | Uwagi |
| ------- | ------------------ | --------- | ------- | ----- |
| 1.      | Joseph Tengelei    | Kenia     | 1:51,68 |       |
| 2.      | José Arconada      | Hiszpania | 1:51,80 |       |
| 3.      | Marco Chiavarini   | Włochy    | 1:51,92 |       |
| 4.      | Mahmoud Al-Kheirat | Syria     | 1:53,12 |       |
| 5.      | Arisk Perdomo      | Gwatemala | 1:55,66 |       |
| 6.      | Carlos Mairena     | Nikaragua | 1:56,54 |       |

Bieg 3
| Miejsce | Zawodnik      | Państwo  | Wynik   | Uwagi |
| ------- | ------------- | -------- | ------- | ----- |
| 1.      | Mahjoub Haïda | Maroko   | 1:50,08 |       |
| 2.      | Benson Koech  | Kenia    | 1:50,48 |       |
| 3.      | Tomonari Ono  | Japonia  | 1:51,80 |       |
| 4.      | Tommy Asinga  | Surinam  | 1:51,83 |       |
| 5.      | Rafko Marinić | Słowenia | 1:52,57 |       |
| –       | Kennedy Osei  | Ghana    | DNF     |       |

Bieg 4
| Miejsce | Zawodnik             | Państwo           | Wynik   | Uwagi |
| ------- | -------------------- | ----------------- | ------- | ----- |
| 1.      | David Matthews       | Irlandia          | 1:49,90 |       |
| 2.      | Rich Kenah           | Stany Zjednoczone | 1:50,10 |       |
| 3.      | Arthémon Hatungimana | Burundi           | 1:50,17 |       |
| 4.      | Bekele Banbere       | Etiopia           | 1:54,56 |       |
| –       | Savieri Ngidhi       | Zimbabwe          | DNS     |       |

Bieg 5
| Miejsce | Zawodnik           | Państwo           | Wynik   | Uwagi |
| ------- | ------------------ | ----------------- | ------- | ----- |
| 1.      | Torbjörn Johansson | Szwecja           | 1:49,57 |       |
| 2.      | Andrés Manuel Díaz | Hiszpania         | 1:49,66 |       |
| 3.      | Clive Terrelonge   | Jamajka           | 1:49,73 |       |
| 4.      | Brad Summer        | Stany Zjednoczone | 1:50,02 |       |
| 5.      | Kim Soon-hyung     | Korea Południowa  | 1:53,01 |       |

### Półfinały
Bieg 1
| Miejsce | Zawodnik           | Państwo           | Wynik   | Uwagi |
| ------- | ------------------ | ----------------- | ------- | ----- |
| 1.      | Benson Koech       | Kenia             | 1:48,47 |       |
| 2.      | Tor Øivind Ødegård | Norwegia          | 1:48,80 |       |
| 3.      | Clive Terrelonge   | Jamajka           | 1:48,82 |       |
| 4.      | David Matthews     | Irlandia          | 1:49,26 |       |
| 5.      | Rich Kenah         | Stany Zjednoczone | 1:50,39 |       |
| 6.      | Andrés Manuel Díaz | Hiszpania         | 1:51,19 |       |

Bieg 2
| Miejsce | Zawodnik           | Państwo           | Wynik   | Uwagi |
| ------- | ------------------ | ----------------- | ------- | ----- |
| 1.      | Pavel Soukup       | Czechy            | 1:49,41 |       |
| 2.      | Joseph Tengelei    | Kenia             | 1:49,51 |       |
| 3.      | Mahjoub Haïda      | Maroko            | 1:49,72 |       |
| 4.      | Torbjörn Johansson | Szwecja           | 1:50,19 |       |
| 5.      | José Arconada      | Hiszpania         | 1:50,98 |       |
| 6.      | Brad Summer        | Stany Zjednoczone | 1:51,60 |       |

### Finał
| Miejsce | Zawodnik           | Państwo  | Wynik   | Uwagi |
| ------- | ------------------ | -------- | ------- | ----- |
| 01 !    | Clive Terrelonge   | Jamajka  | 1:47,30 |       |
| 02 !    | Benson Koech       | Kenia    | 1:47,51 |       |
| 03 !    | Pavel Soukup       | Czechy   | 1:47,74 |       |
| 4.      | Tor Øivind Ødegård | Norwegia | 1:48,34 |       |
| 5.      | Mahjoub Haïda      | Maroko   | 1:48,63 |       |
| 6.      | Joseph Tengelei    | Kenia    | 1:49,22 |       |